# Cột Đức Mẹ ở Louny
Cột Đức Mẹ ở Louny (tiếng Séc: Mariánský sloup v Lounech) là một trong những tượng đài tôn giáo nổi tiếng về Đức Mẹ, tọa lạc ở quảng trường Mírové tại thị trấn Louny, vùng Ústí nad Labem, Cộng hòa Séc. Tượng đài này có tên trong danh sách các di tích văn hóa của Cộng hòa Séc.

## Lịch sử
Cột Đức Mẹ ở Louny được xây dựng vào năm 1673 với bằng chứng là dòng chữ nằm trên bệ cột. Tác giả bức tượng mang phong cách Baroque là Jan Jiří Bendl (nhà điêu khắc hàng đầu của Séc). Năm 1829, nghệ nhân Mikuláš Rudl đã mạ vàng bức tượng. Năm 1930, cầu thang xung quanh cột được tăng thêm số bậc (từ năm bậc thang ban đầu tăng lên bảy bậc) trong quá trình trùng tu quảng trường Mírové. Cột Đức Mẹ cũng được trùng tu toàn diện vào năm 2015.

## Mô tả
Phần bệ tượng đài hình lăng trụ được chạm nổi hình quốc huy. Bức tượng phong cách Baroque ở trên đỉnh cột khắc họa hình ảnh Đức Mẹ Vô nhiễm nguyên tội với mái tóc dài buông xõa sau vai. Đằng sau mái tóc là một vầng hào quang được kết từ 12 ngôi sao. Mẹ Maria diện một bộ áo dài, và đang chắp tay trước ngực để cầu nguyện cho nhân loại. Chân phải Đức Mẹ giẫm lên trên đầu một con rắn (con rắn đại diện cho Tội Nguyên Tổ).

## Hình ảnh

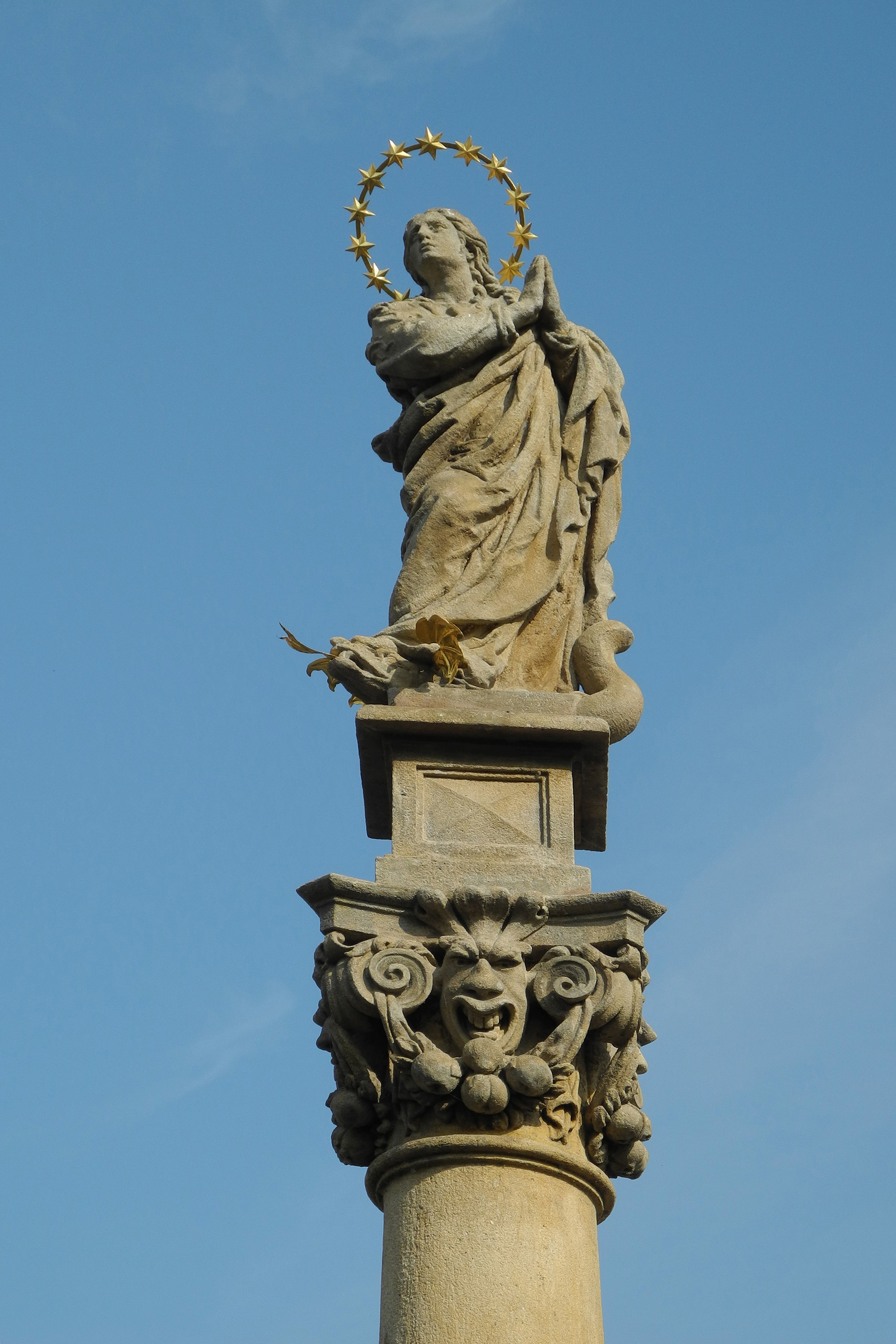
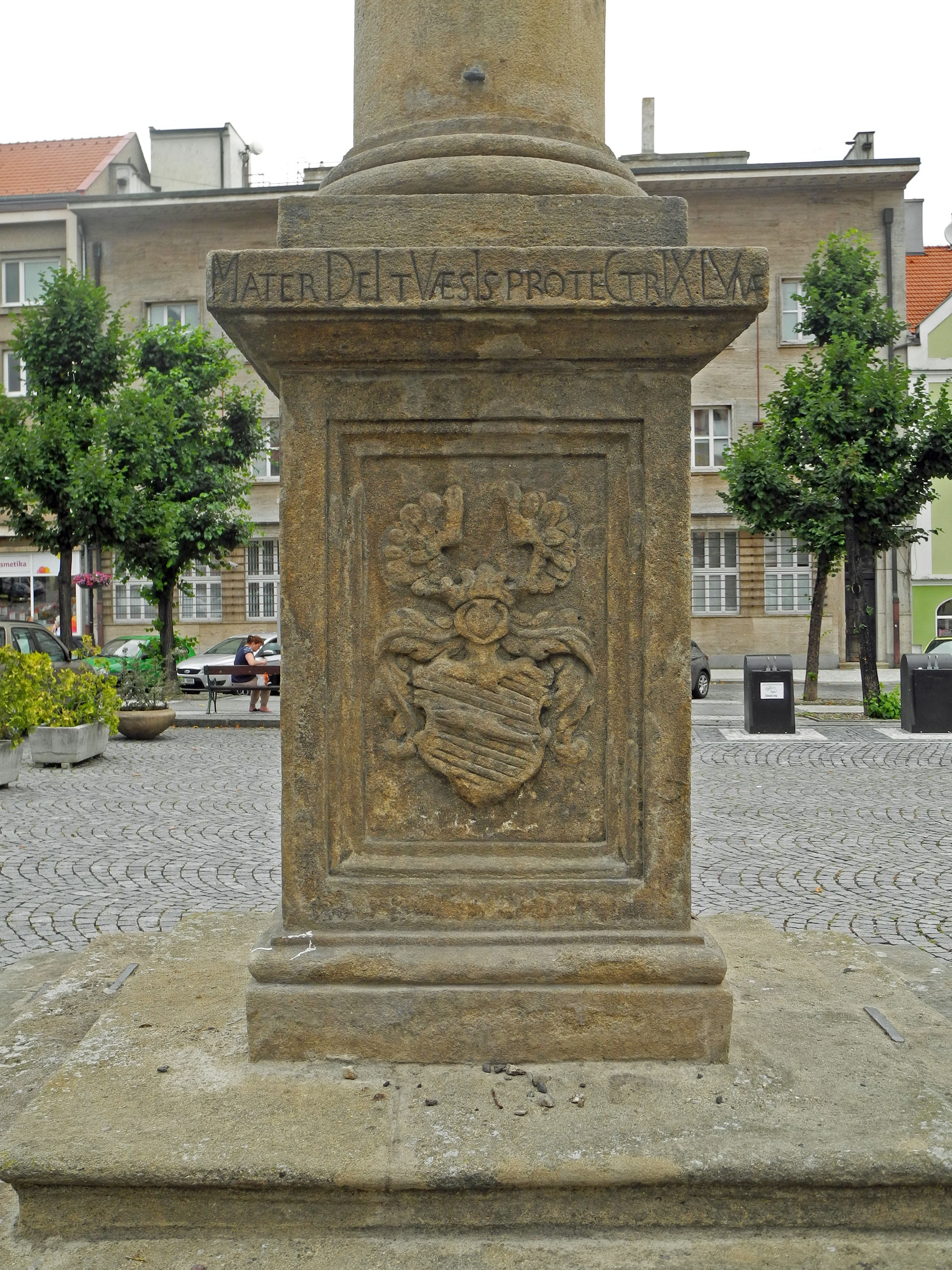
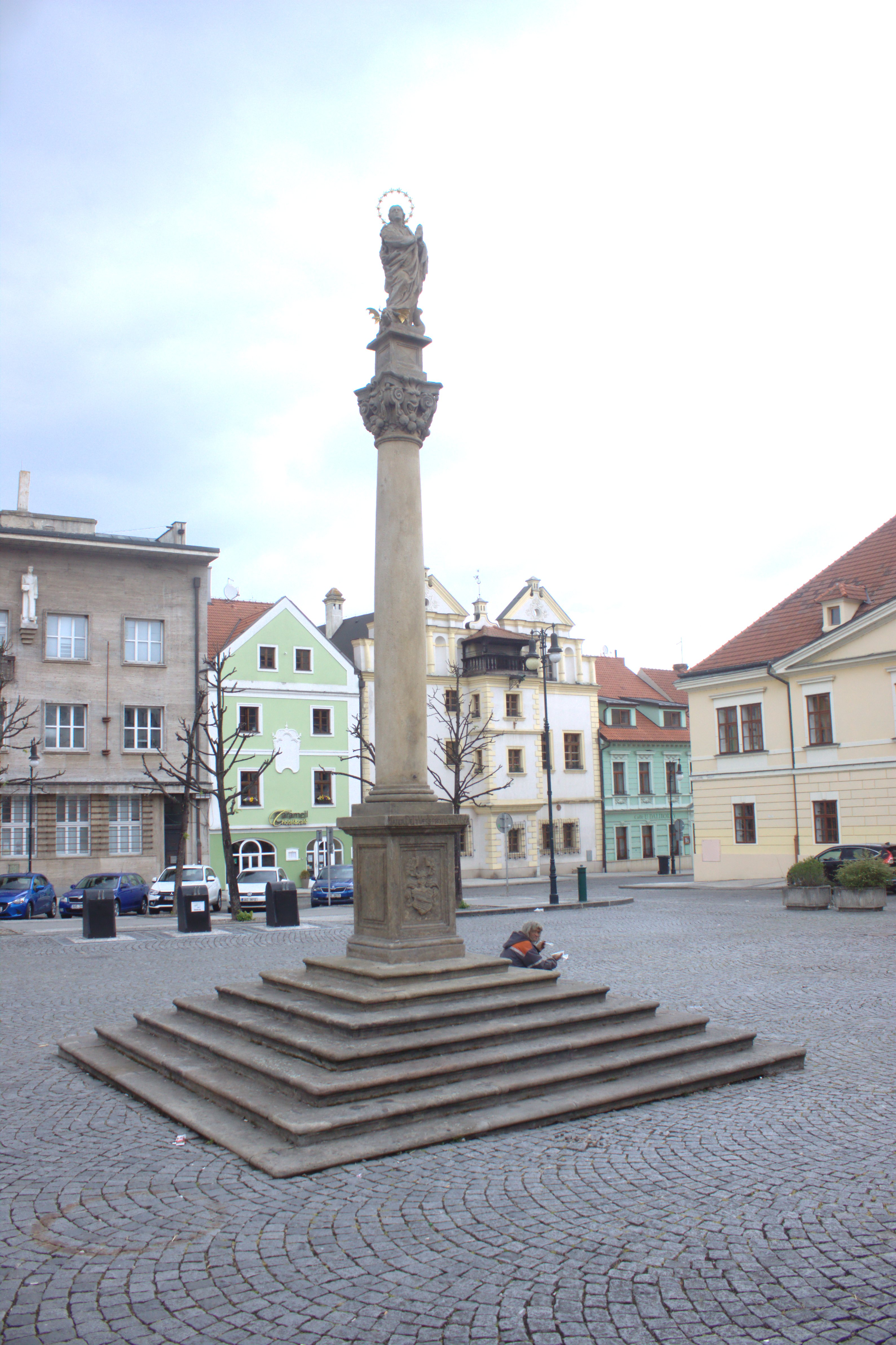